# Eilean Bhrìde
Eilean Bhride är en ö i Storbritannien.   Den ligger i kommunen Argyll and Bute och riksdelen Skottland, i den västra delen av landet, 600 km nordväst om huvudstaden London. Arean är 0,24 kvadratkilometer.
Terrängen på Eilean Bhride är mycket platt. Den sträcker sig 0,8 kilometer i nord-sydlig riktning, och 0,6 kilometer i öst-västlig riktning.